# Eritropsia
La eritropsia o visión roja (del griego erythros, rojo, y opsis, vista) es una alteración en la percepción de los colores de carácter temporal. Consiste en la aparición de un tinte rojizo, uniforme o no, que parece colorear todos los objetos. Se trata de un trastorno benigno y autolimitado, aunque la causa que lo produce sí puede revestir gravedad.
Este síntoma puede darse en diversas circunstancias, tras las operaciones de cataratas, después de una exposición intensa y prolongada a la luz solar, tras una hemorragia en el interior del ojo (hemorragia vítrea), después de sufrir un ataque de epilepsia o como efecto secundario de diferentes fármacos. También puede aparecer en pilotos de aviones de altas capacidades, al realizar una brusca maniobra de picado aeronáutico.
La eritropsia es la cromatopsia más frecuente. Otros trastornos relacionados son la xantopsia (visión amarilla), cloropsia (visión verde), cianopsia (visión azul) e iantonopsia (visión violeta). 